# Yuri Honing
Yuri Honing (Hilversum, 6 juli 1965) is een Nederlands saxofonist, gespecialiseerd in sopraansaxofoon en tenorsaxofoon. Hij is onder andere bekend van zijn eigen muziekgroepen Yuri Honing Trio en Acoustic Quartet, en zijn samenwerkingen met zowel Nederlandse als buitenlandse artiesten.

## Biografie
Yuri is de jongere broer van Henkjan Honing en Joost Honing. In 1990 begon Yuri zijn trio samen met bassist Tony Overwater en drummer Joost Lijbaart.
In 1996 scoorde Honing zijn eerste succes met het album Star Tracks, waarop popliederen stonden van onder andere ABBA en The Police als alternatief voor de muziek van het Great American Songbook. Het album werd een hit in Nederland en Duitsland, en werd ook opgemerkt in het Verenigd Koninkrijk. In 1999 volgde zijn het album, Sequel, met daarop muziek van onder andere Björk en Blondie.
Op de cd Playing (1998) was Honing te horen naast pianist Misha Mengelberg. De nummers op deze cd waren allemaal middels improvisatie tot stand gekomen. Twee jaar later kreeg dit project een vervolg getiteld Lively, nu met cellist Ernst Reijseger als derde muzikant.
In 2001 ontmoette Honing Paul Bley en nam samen met hem, Gary Peacock en Paul Motian het album Seven op. Dit album leverde Honing in 2002 een Edison op.
In 2001 toerde Honing met Bley en Charlie Haden. In 2002 kwam zijn album Memory Lane uit, waarin Honing samenwerkte met leden van het orkest van het Amsterdams Concertgebouworkest. Dit was Honing’s eerste project met musici uit de klassieke muziek. In 2003 trad hij op met gitarist Pat Metheny en bassist Scott Colley.
In 2005 startte Honing een nieuwe elektrische band, Wired Paradise, met Tony Overwater (basgitaar), Joost Lijbaart en de Duitse gitarist Frank Möbus. Een jaar later nam hij zijn album Symphonic op samen met componist en arrangeur Vince Mendoza.
In 2009 richtte Honing zijn Acoustic Quartet op met pianist Wolfert Brederode, basgitarist Ruben Samama en drummer Joost Lijbaart. Datzelfde jaar benaderde Honing tevens danceproducer Floris Klinkert met het voorstel voor een samenwerking, wat resulteerde in de cd Phase Five. Dat album stond een week lang in de Album Top 100, veelal alleen voorbestemd voor popmuziek.
In januari 2012 won Honing de VPRO/Boy Edgar Prijs; de belangrijkste prijs in Nederland voor jazz en geïmproviseerde muziek.
Enkele jaren organiseerde Honing het muziekevenement Winterreise in Paradiso (Amsterdam). In December 2015 was hier de laatste editie van  
Na het succes met de groep Yuri Honing Wired Paradise dat gekenmerkt werd door harde rock komt Honing in 2012 met het Yuri Honing Acoustic Quartet. In 2016 won hij de Edison voor Beste Instrumentale Jazz Album voor de CD "Desire"(2015). Het derde album van deze groep "Goldbrun" (2017) won opnieuw een Edison in 2018, zijn derde in totaal.  In 2020 bracht hij "Bluebeard" uit, waarvan het release concert uitgesteld moest worden vanwege de uitbraak van COVID-19. 
De beelden bij "Desire", "Goldbrun" en "Bluebeard" werden gemaakt door kunstenares Mariecke van der Linden. In September 2018 openden zij samen de expositie "Goldbrun" in Museum de Fundatie. 2018 kende het hoogste bezoekersaantal voor het museum tot nu toe.  Bij deze expositie verscheen ook een catalogus over "Goldbrun", wat gezamenlijk Honing's Gesamtkunstwerk vormt.
Honing woont in Amsterdam en is als docent verbonden aan het Conservatorium van Amsterdam. Honing is de jongere broer van Henkjan Honing en Joost Honing.

## Discografie
| Jaar | Album                  | Label / productcode               | Band                                                           | Samenstelling |
| ---- | ---------------------- | --------------------------------- | -------------------------------------------------------------- | --- |
| 1992 | A Matter Of Conviction | Art in Jazz; 991 002-2            | Yuri Honing Trio                                               | Yuri Honing – tenorsaxofoon, Tony Overwater – bass, Joost Lijbaart – drumstel |
| 1996 | Star Tracks            | Jazz in Motion; JIM 75043         | Yuri Honing Trio                                               | Yuri Honing – tenorsaxofoon,Tony Overwater – bass, Joost Lijbaart – drumstel |
| 1998 | Playing                | Jazz in Motion; JIM 75044         | Yuri Honing & Misha Mengelberg                                 | Yuri Honing – tenorsaxofoon, sopraansaxofoon, Misha Mengelberg – piano |
| 1999 | Sequel                 | Jazz in Motion; JIM 75045         | Yuri Honing Trio                                               | Yuri Honing – tenorsaxofoon, Tony Overwater – bass, fluit, Joost Lijbaart – drumstel |
| 2000 | Lively                 | Buzz Records; ZZ 76015            | Yuri Honing/Misha Mengelberg/Ernst Reijseger                   | Yuri Honing – tenorsaxofoon, sopraansaxofoon, Misha Mengelberg – piano, Ernst Reijseger - cello |
| 2001 | Memory Lane            | Turtle Records; TRSA 0010         | Yuri Honing                                                    | Yuri Honing – tenorsaxofoon, sopraansaxofoon, Maarten Ornstein – clarinet, bass clarinet, Emily Benyon – whistle, Jacob Slagter – horn, Keiko Iwate – viool, Fred Pot – cello, Achim Kaufmann – piano, Frans van der Hoeven – bass, Joost Lijbaart – drumstel                                                       |
| 2001 | Seven                  | Jazz in Motion; JIM 75086         | Yuri Honing/Paul Bley/Gary Peacock/Paul Motian                 | Yuri Honing – tenorsaxofoon, Paul Bley – piano, Gary Peacock – bass, Paul Motian – drumstel |
| 2002 | Orient Express         | Jazz in Motion; JIM 75123         | Yuri Honing Trio & Rima Khcheich, Basem Havar, Latif al Obaidi | Yuri Honing – tenorsaxofoon, Tony Overwater – bass, fluit, Joost Lijbaart – drumstel, Rima Khcheich – zang, Basem Havar - djose, Latif al Obaidi – ud, darbuka, riq |
| 2004 | Alive                  | Jazz in Motion; JIM 75213         | Yuri Honing Trio                                               | Yuri Honing – tenorsaxofoon, Tony Overwater – bass, whistle, Joost Lijbaart – drumstel |
| 2006 | Symphonic              | Jazz in Motion; JIM 75227         | Yuri Honing, Vince Mendoza & Metropole Orchestra               | Yuri Honing – tenorsaxofoon, sopraansaxofoon, Vince Mendoza – dirigent, Metropole Orchestra. |
| 2006 | Temptation             | 2 cd's; Jazz in Motion; JIM 75228 | Yuri Honing Wired Paradise                                     | Yuri Honing – tenorsaxofoon, sopraansaxofoon, Frank Möbus – gitaar, Tony Overwater – bass, bass, Joost Lijbaart – drumstel |
| 2007 | Winterreise            | Jazz in Motion; JIM 75368         | Yuri Honing & Nora Mulder                                      | Yuri Honing – tenorsaxofoon, sopraansaxofoon, Misha Mengelberg – piano |
| 2008 | Meet Your Demons       | Jazz in Motion; JIM 75419         | Yuri Honing Wired Paradise                                     | Yuri Honing – tenorsaxofoon, sopraansaxofoon, Frank Möbus – gitaar, Paul Jan Bakker – gitaar, Tony Overwater – bass, bass, Joost Lijbaart – drumstel |
| 2009 | Phase Five             | Verve; 270377-4                   | Yuri Honing & Floris                                           | Yuri Honing – tenorsaxofoon, sopraansaxofoon, Floris Klinkert – beats, programming, David Pinao – zang, gitaar, Leine – zang, gitaar, Janne Schra – zang, Lilian Vieria – zang, Sarah Bettens – zang, Olger Star – scratches, Sietse van Gorkom – viool, Ro Krauss – viola, Stef van Es – gitaar, Lucas Dols – bass |
| 2010 | White Tiger            | JIM 75966                         | Yuri Honing Wired Paradise                                     | Yuri Honing – tenorsaxofoon, sopraansaxofoon, Frank Möbus – gitaar, Stef van Es – gitaar, Mark Haanstra – basgitaar, contrabas, Joost Lijbaart – drums |
| 2012 | True                   | CR73336                           | Yuri Honing Acoustic Quartet                                   | Yuri Honing – tenorsaxofoon, sopraansaxofoon, Wolfert Brederode – piano, Ruben Samama – contrabas, Joost Lijbaart – drums |
| 2015 | Desire                 | CR73378                           | Yuri Honing Acoustic Quartet                                   | Yuri Honing - tenorsaxofoon, Wolfert Brederode - piano, Gulli Gudmundsson - contrabas, Joost Lijbaart - drums |
| 2017 | Goldbrun               | CR73446                           | Yuri Honing Acoustic Quartet                                   | Yuri Honing - tenorsaxofoon, Wolfert Brederode - piano, Gulli Gudmundsson - contrabas, Joost Lijbaart - drums |
| 2020 | Bluebeard              | CR73466                           | Yuri Honing Acoustic Quartet                                   | Yuri Honing - tenorsaxofoon, Wolfert Brederode - piano, Gulli Gudmundsson - contrabas, Joost Lijbaart - drums |